# Казанская церковь (Чернигов)
Церковь Казанской иконы Божией Матери (укр. Церква Казанської ікони Божої Матері) — храм Украинской православной церкви (Московского патриархата) и памятник архитектуры в городе Чернигове.

## История
Решением исполкома Черниговского областного совета народных депутатов от 19.02.1985 № 75 присвоен статус памятник архитектуры местного значения с охранным № 18-Чг под названием Казанская церковь. 
Здание имеет собственную «территорию памятника» и расположено в «комплексной охранной зоне памятников исторического центра города», согласно правилам застройки и использования территории. На здании установлена информационная доска.
Собор получил повреждения при вторжении России на Украину в 2022 году

## Описание
Казанская церковь была построена в 1820—1827 годах в честь победы в Отечественной войне 1812 года. В начале и середине 20 века перестраивалась. 
Каменная, однокупольная, крещатая (крестообразная) в плане. К центральному кубическому объёму примыкают небольшие помещения, а с западной стороны — квадратного плана колокольня. 
После 1943 года использовалась как кинотеатр, затем до 1984 года — ремонтно-монтажный комбинат Укрглавторгтехники Министерства торговли УССР. В 1990-х годах храм был возвращен религиозной общине.

Галерея
колокольня
внутри храма
внутри храма
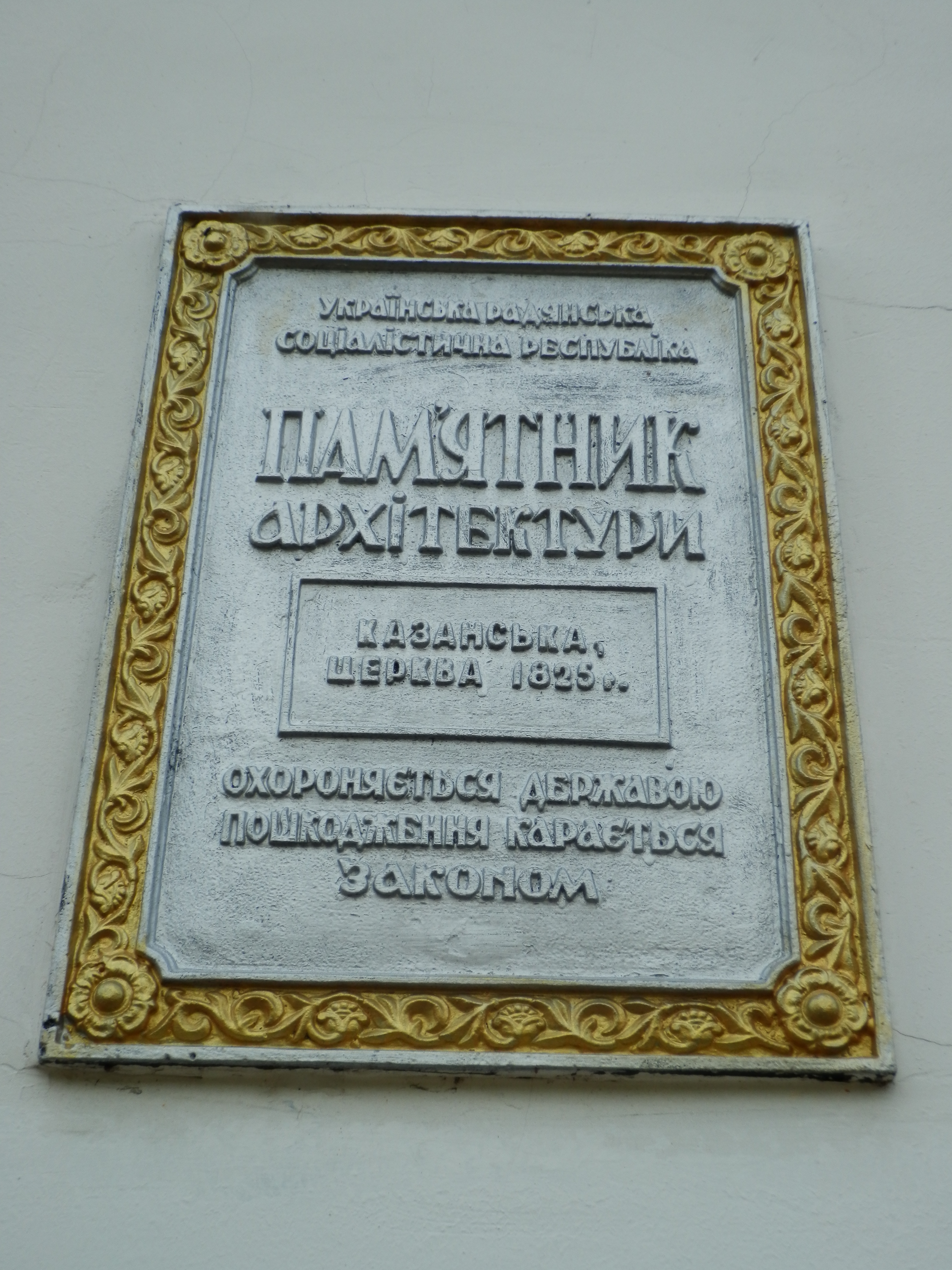
информационная доска